# Stane Peček
Stane Peček (uradno Stanislav Peček), slovenski pisatelj, glasbenik in scenarist, * 29. oktober 1937, Rovte, Logatec, † 23. januar 2022, Mokronog.

## Življenje
Njegova družina se je leta 1939 preselila na Rakek, nato pa v Dobrepolje (1940); leta 1944 je bila razseljena in bil je nastanjen v ljubljanski sirotišnici. Od tu je šel nazaj v Dobrepolje (1945), nato v Mokronog (1946).
Po nižji gimnaziji (Dobrepolje, Mokronog, Novo mesto, Sevnica, Mokronog) se je leta 1953 vpisal v Vojaško glasbeno šolo (Reka, Subotica, Vukovar) in služboval v vojaškem orkestru v makedonski Strumici (1956-1964). 
Vrnil se je v Slovenijo in se zaposlil kot sekretar na Občinskem komiteju zveze mladine Slovenije v Trebnjem (1965/66). Zatem je poučeval harmoniko, klavir in glasbeno teorijo v glasbeni šoli v Novem mestu ter Trebnjem (1966/67), kasneje pa kot učitelj glasbe na mirnski OŠ (1968-1974). Leta 1974 je bil imenovan za tajnika Občinske kulturne skupnosti Trebnje in v tej funkciji (strokovni delavec na področju kulture) je deloval do upokojitve leta 1992. 
Tudi po upokojitvi je ostal dejaven v ljubiteljski kulturi. Deloval je kot zborovodja (mešani zbori: Franc Požun Zabukovje, Lisca Sevnica, Svoboda Mirna ; moški zbori: Emil Adamič Mokronog, Marija Kmetova Šentlovrenc, Svoboda Mirna ; ženski zbor Zimzelen Mirna – z njim je leta 2002 dosegel srebrno plaketo na mednarodnem tekmovanju v Pragi), avtor in režiser gledaliških dogodkov za mladino in odrasle, ustanovitelj mednarodnega festivala ustnih harmonik "(ah), te orglice", ter sodelavec (scenarist) kulturnih dogodkov (Tabor slovenskih pevskih zborov, Razhodnja; zaključna prireditev Popotovanja od Litije do Čateža).
Bil je Mokronožan, ki je idejo za pisanje črpal iz moralne refleksije in nostalgičnega spomina na otroške igrice, ki skupaj z domišljijo še vedno bivajo v močvirnatih obronkih in so dobili mesto v njegovih pravljicah o škratih Mokronožcih.

## Opus

### Literarno ustvarjanje
Delo
Napisal je dve literarni predlogi za pravljična baleta: Mokronožci  - Vidov ples, 1989, in Mokronožci – Sejem, 1990, (glasba: Lado Jakše, koreografija: Janez Mejač, kostumografinja Milena Kumer). Obe predstavi sta bili uprizorjeni v izvedbi baletnega ansambla SNG Ljubljana, vendar je bila zaradi finančnih preprek le prva tudi posneta (RTV Slovenija).
Kratke zgodbe, objavljene v revijah Rast in Naša žena: Medalja (Rast, 1979), Izpraskano sonce (Rast, 1998), Neslana šala (Rast, 1999), Sled ostane v strukturi (Rast, 1999), Besede nismo rekli (Rast, 2000), On (Rast, 2000), Doga ni vzdržala (Rast, 2001), Pikapolonica (Rast, 2002), Stojim in čakam (Naša žena, 2002), Za pot gre (Naša žena 2002), In morda sta bila prvič sredi mavrice (Rast, 2003), V moji dolini (Rast, 2003), Tango ljubosumja (Rast, 2004), Stotnik (Rast, 2004), V mirni dolini (Rast, 2005), Hugo (Rast, 2007), Slavnostni koncert (Rast, 2007), Mina (Rast, 2008), Ulica (Naša žena, 2007).
Pravljice za otroke
- Mokronožci (1993) (COBISS)
- Šuštarček, Krojaček in Mokronožci (2003) (COBISS)
- Predpražnik (2005) (COBISS)
- Pravljica o roki (2006) (COBISS)
- Zmak (2007) (COBISS)

Dela za odrasle
- Dobri vojak Janzej (1995) (COBISS)
- Zgodbe Mokronoge (2000), poljudnoznanstvena zgodovina Mokronoga (COBISS)

### Glasbena dejavnost
- Je ustanovitelj in idejni vodja mednarodnega festivala ustne harmonike »(Ah), te orglice« (ki je postal že tradicionalni mokronoški letni dogodek).
- Ustanovil in vodil je različne zbore, trenutno (2011) vodi moški pevski zbor Emil Adamič (v Mokronogu) in ženski pevski zbor Zimzelen (na Mirni).

### Gledališka dejavnost
- Je pisec in režiser spevoiger z gostovanji v tujini (Fantje po polj gredo, Dekle poglej me prav - gostovanje v Strumici in Selah na avstrijskem Koroškem, Godovanje, Oče nebeški, glej – gostovanje v Splitu 2000, Veselje je pri nas – gostovanje v Berlinu, 2007).
- Je režiser predstav za odrasle (Jean-Paul Sartre: Spoštovanja vredna vlačuga) in mladino (Miroslav Košuta: Štirje fantje muzikantje – gostovanje v Italiji, Žarko Petan: Obtoženi volk, Peček: In kaj zato).

## Priznanja
- 1988 Odličje Svobode s srebrnim listom Zveze kulturnih organizacij Slovenije za dejavno spodbujanje kulturnega življenja
- 1996 Golievo priznanje Zveze kulturnih organizacij občine Trebnje za življenjsko delo na področju kulture
- 2000 Plaketa tabora slovenskih pevskih zborov za več kot dvajsetletno vodenje programske komisije in pisanje scenarijev za zaključno prireditev
- 2001 Častni znak svobode Republike Slovenije za široko aktivnost na najrazličnejših področjih kulture na Dolenjskem in drugod
- 2002 Srebrna plaketa Javnega sklada RS za kulturne dejavnosti za dolgoletno in uspešno delo na področju ljubiteljskih kulturnih dejavnosti
- 2003 Zlata plaketa ZZB NOB Slovenije za ohranjanje spoštljivega spomina na narodno osvobodilni boj in gojitev partizanske pesmi